# Crip-Walk

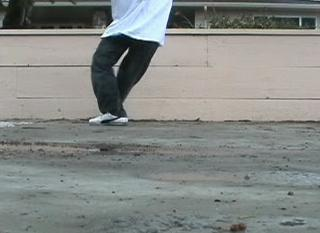
Ein Beispiel des „V Stepback“

Der Crip-Walk, auch bekannt als C-Walk, ist ein US-amerikanischer Tanzstil. Der Crip-Walk entspringt dem Gangleben der 1980er Jahre in Los Angeles und wurde erst Ende der 1990er Jahre medientauglich. Er begann als symbolischer Ritual-Tanz, über den die Mitglieder verschiedener Gangs miteinander kommunizierten und entwickelte sich bis in die späten 1990er Jahre zu einem fest etablierten Tanzstil des US-amerikanischen Hip-Hop.

## Geschichte
Entwickelt wurde der Crip-Walk aus einer Geste der Mitglieder der Crips, einer der beiden Hauptgangs afroamerikanischer Jugendbanden in Los Angeles. Diese „schrieben“ mit ihren Füßen Buchstaben, meistens ihre Namen, oder typische Begriffe der Gangszene. Auch der Name der gegnerischen Gang, der Bloods, wurde auf diese Weise dargestellt und danach durchgestrichen. Populär wurden die Schritte erstmals durch Rapper WC, der auf der Bühne vor laufenden Kameras den Crip-Walk vorführte. Auch Snoop Dogg tanzt im Video zu seiner Single Drop It Like It’s Hot in diesen Schrittfolgen. Rapper mit Gang-Verbindungen würden sagen, dass der C-Walk kein Tanz ist, sondern eine Art die Verbundenheit zur jeweiligen Crip-Gang zu zeigen.
Die Blood-Gangs bzw. Bloods haben allerdings einen optisch praktisch identischen Gang/Tanz entwickelt, der entsprechend als „Blood Walk“ bezeichnet wird. Somit ist der C-Walk nicht auf die Crips begrenzt, und auch populäre Rap-Künstler mit Blood-Herkunft oder -Verbindungen, wie etwa Mack 10 von Westside Connection, der Mitglied der Queen Street Bloods in L.A. ist, oder Kurupt, der Verbindungen sowohl zu Bloods als auch Crips unterhält, tanzen den Crip-/Blood-Walk oder stellen ihn in ihren Videos und Auftritten zur Schau. Beispielhaft sind Tourauftritte von Westside Connection oder Kurupts Videos zu Songs wie Who Ride with Us und C-Walk.

## C-Walk-Stile
Grob unterteilt gibt es vier C-Walk-Stilarten:
- Der ursprünglich praktizierte Cripwalk wird als OG Cripwalk (OG steht für Original Gangsta) oder kurz OG bezeichnet, welcher sich hauptsächlich durch gechillte Musik und die überwiegende Ausführung des Grundschrittes, des V-Step, kennzeichnet.
- Der OS Cripwalk (OS steht für Old School) oder kurz OS ist eine Abwandlung des OG. Dieser Stil enthält überwiegend „Hops“ (die Steps werden „gesprungen“) da die Musik meist schneller ist als im OG.
- Die moderne Version des Cripwalk, die so genannte Clubfassung, ist der Clownwalk, in dem weitere Tanzschritte hinzukamen. Der Clownwalk bildete die Basis des heute bekannten Clownings, wobei das Clowning eher eine Lebenseinstellung repräsentiert und nichts mehr mit dem ursprünglichen OG-Walk zu tun hat. Clowning hat zwar über mehrere Ecken die Basis im Cripwalk, jedoch distanziert es sich von der „Gangbildung und -bewegung“. Man kann es also als ein positives Gegenstück zum negativen Gangleben sehen. Der Begriff Clowning wird auch in der C-Walk-Szene als Kurzform für den Clownwalk verwendet, welches aber nicht mit dem Clowning selbst verglichen werden kann, da im Clownwalk häufig nur die Beine zum Ausdruck kommen.
- Die neueste Variante des C-Walk ist das Clowning, welches auch Laid Back Clowning genannt wird (zu Deutsch etwa „Entspanntes Clowning“). Das ist eine Mischung aus dem neuen Clowning und alten Crip-Walk. Die Musik orientiert sich in der Geschwindigkeit am OS, die Schritte jedoch am Clownwalk.

Die verschiedenen Stilrichtungen sind erst später aus dem ursprünglichen Cripwalk
entstanden und haben sich gegenseitig (auch rückwirkend) beeinflusst.

## Videos
- C-Walk Vol. 1, Dokumentation, Unda Dog Records & Films 2002